# Maguna
|  | Per la localitat de l'Uruguai vegeu Maguna (Uruguai) |

Maguna fou un estat tributari protegit de l'agència de Mahi Kantha a la presidència de Bombai. Estava format per 5 pobles, amb 3,235 habitants el 1901. Els seus ingressos s'estimaven en 11.959 rupies el 1900, pagant un tribut de 892 rúpies al Gaikwar de Baroda.